# Liste der Baudenkmäler in Schwarzenbach (Oberpfalz)
Auf dieser Seite sind die Baudenkmäler in der Oberpfälzer Gemeinde Schwarzenbach zusammengestellt. Diese Tabelle ist eine Teilliste der Liste der Baudenkmäler in Bayern. Grundlage ist die Bayerische Denkmalliste, die auf Basis des Bayerischen Denkmalschutzgesetzes vom 1. Oktober 1973 erstmals erstellt wurde und seither durch das Bayerische Landesamt für Denkmalpflege geführt wird. Die folgenden Angaben ersetzen nicht die rechtsverbindliche Auskunft der Denkmalschutzbehörde.

## Baudenkmäler nach Ortsteilen

### Schwarzenbach
| Lage                                                  | Objekt    | Beschreibung                                                                 | Akten-Nr.    | Bild |
| ----------------------------------------------------- | --------- | ---------------------------------------------------------------------------- | ------------ | ---- |
| Hirtweiher, an der Straße Pechhof-Pressath (Standort) | Bildstock | Werksteinschaft, Laterne mit segmentbogiger Bildnische, Ende 19. Jahrhundert | D-3-74-156-1 | BW   |

### Pechhof
| Lage                                                    | Objekt                                      | Beschreibung | Akten-Nr.    | Bild |
| ------------------------------------------------------- | ------------------------------------------- | --- | ------------ | ---- |
| Hammerbach; In Pechhof; Pechhof 9; Pechhof 5 (Standort) | Ehemaliges Hammerwerk, dann Glasschleifwerk | Gutshaus, zweigeschossiger Halbwalmdachbau mit Werksteingewänden, Gurt- und Sohlbankgesimsen, klassizistisch, bezeichnet mit „1828“ Ehemalige Glasschleiferei, zweigeschossiger Zweiflügelbau mit Schopfwalm- und Satteldach, bezeichnet mit „1840“ Mühlgraben, zugehörige Reste der ehemaligen Wasserführung; Ökonomiegebäude, winkelförmiger Satteldachbau mit Stallstadel, nördlich an das Gutshaus anschließend, 19. Jahrhundert | D-3-74-156-2 | BW   |
| Pechhof 14, an der Straße nach Schwarzenbach (Standort) | Wegkreuz                                    | Sockel mit Bildnische, darauf Gusseisenkruzifix, um 1900 | D-3-74-156-3 | BW   |